# Palatna
Pollatë en albanais et Palatna en serbe latin (en serbe cyrillique : Палатна) est une localité du Kosovo située dans la commune/municipalité de Podujevë/Podujevo, district de Pristina (Kosovo) ou district de Kosovo (Serbie). Selon le recensement kosovar de 2011, elle compte 239 habitants, tous albanais.

## Histoire
Les ruines de l'ancienne église de Palatna avec son cimetière, qui remontent au Moyen Âge, sont mentionnées par l'Académie serbe des sciences et des arts et sont inscrites sur la liste des monuments culturels du Kosovo.

## Démographie

### Évolution historique de la population dans la localité
| 1948 | 1953 | 1961 | 1971 | 1981 | 1991 | 2011 |
| ---- | ---- | ---- | ---- | ---- | ---- | ---- |
| 418  | 426  | 503  | 460  | 513  | 533  | 239  |

|  |